# Barrage de Mequinenza
Le barrage de Mequinenza est situé sur l'Èbre, en Espagne dans la province de Saragosse et Huesca, en Aragon. Son lac de retenue, connu sous le nom de « mer d'Aragon » s'étend sur les provinces de Saragosse et Huesca.
Le lac de retenue s'étend sur 120 kilomètres de longueur, de Mequinenza à Sástago. Sa largeur maximale est de 600 m pour une superficie totale de 7 720 km2.
La construction du barrage de Mequinenza a entraîné la destruction de la vieille ville de Mequinenza, inondée par l'Èbre.

## Fiche technique
- Achevé en 1966
- Le volume total est de 1 534 hm3 dont volume utile de 1 338 hm3
- Type de barrage : par gravité
- Puissance : 324 MW
- Débit : 760 m3/s
- Hauteur sur soubassement à 79 mètres pour une hauteur d'eau à 65 mètres
- Fluctuation normale de niveau : +/- 9 mètres (annuel)